# سیارک ۶۴۲۸۹
سیارک ۶۴۲۸۹ (به انگلیسی: 64289 Shihwingching، نامگذاری:2001UA11) شصت و چهار هزار و دویست و هشتاد و نهمین سیارک کشف شده‌است که در ۲۲ اکتبر ۲۰۰۱ کشف شد.